# إظهار حلقي
إظهار حلقي هو إظهار كل حرف من مخرجه بغير غنة في الحرف المظهر وسمي الإظهار الحلقي لأن حروفه مخرجها هو الحلق والإظهار ستة حروف هي ء هـ ع ح خ غ.

## حروف الإظهار الحلقي
الهمز ، الهاء ، العين ، الحاء ، الغين ، الخاء، وهي مجموعة في عدة عبارات مثل:
- همزٌ ، هاء ، عينٌ ، حاء ، غينٌ ، خاء
- همزٌ فهاءٌ ثم عينٌ حاءٌ ، مهملتان ثم غينٌ خاءُ
- ثم لأقصى الحلق همزٌ هاءُ ، ثم لوسطه فعينٌ حاءُ ، و أدناه غينٌ خاؤها

وأيضاً في أول حرف من كل كلمة من العبارات التالية:
- أخي هاك علماً ، حازه غير خاسر[1]
- إن غاب عني حبيبي ، همني خبره

## النون الساكنة
ويكون الإظهار عندما يأتي أحد حروف الإظهار الستة بعد النون الساكنة في كلمة أو كلمتين، ومثال ذلك:
- ء مثل : ينْأون ، مَنْ آمَنَ
- هـ مثل : منْهم ، إن هي
- ح مثل : يَنْحِتُونَ ، منْ حاد
- خ مثل : المنْخنقة ، من خير
- ع مثل :مَنْ عَمِلَ ، أنعمت
- غ مثل : فَسَيُنْغِضُونَ ،مِّنْ غِلٍّ

## التنوين
ويكون الإظهار عندما يأتي أحد حروف الإظهار الستة بعد التنوين في كلمة أو كلمتين، ومثال ذلك:
- ء مثل : كلٌ آمن
- هـ مثل : جرفٍ هار
- ح مثل : عليمٌ حكيم
- خ مثل : يومئذٍ خاشـعة
- ع مثل : حقيقٌ على
- غ مثل : قولاً غير